# Újpest FC
Újpest FC, v minulosti známý pod názvem Újpesti Dózsa či Dózsa Újpest, je maďarský fotbalový klub z hlavního města Budapešti, Újpest je název jedné ze čtvrtí města. Spolu s Ferencvárosem a MTK je Újpest jedním z nejúspěšnějších maďarských klubů, doma i na mezinárodní scéně.
Klubovými barvami jsou fialová a bílá.

## Historie
Klub byl založen v roce 1885 v obci Újpest jako Újpesti TE. Újpest znamená Nová Pešť, v roce 1907 získala status města a v roce 1950 byla připojena k Budapešti.
V evropských pohárech zažil slavnou éru již ve 20. a 30. letech 20. století, kdy dvakrát získal tehdy velmi prestižní Středoevropský pohár (1929, 1939).
Nejvíce domácích titulů získal klub v 30. a v 70. letech 20. století.
V roce 1950 byl klub vybrán komunistickou vládou jako klub, který bude patřit pod policii, a přejmenován na Budapesti Dózsa (podle jména György Dózsa, počeštěně též Jiří Dóža – vůdce selského povstání). V jiných komunistických zemích se takové kluby jmenovaly Dynamo.
Během revoluce v 1956 se klub přejmenoval na Újpesti TE, ale po jejím potlačení se musel přejmenovat na Újpesti Dózsa.
V novodobých pohárech je největším úspěchem klubu finále Veletržního poháru 1968/69, kdy Újpest vyřadila US Luxembourg, Aris Soluň, Legii Varšava, Leeds United FC a turecké Göztepe A.Ş. Ve finálovém zápase podlehl Newcastle United FC. K dalším výrazným úspěchům patří semifinále Poháru mistrů evropských zemí 1973/74, semifinále Poháru vítězů pohárů 1961/62, čtvrtfinále PMEZ 1971/72 a 1972/73 a čtvrtfinále PVP 1983/84.
Po pádu komunismu se klub roku 1991 znovu přejmenoval na původní Újpesti TE.
Ve 21. století tým ještě ligu nevyhrál.

## Úspěchy

### Domácí
- Vítěz 1. maďarské ligy ( 20× ): (1929/30, 1930/31, 1932/33, 1934/35, 1938/39, 1945 jaro, 1945/46, 1946/47, 1959/60, 1969, 1970 jaro, 1970/71, 1971/72, 1972/73, 1973/74, 1974/75, 1977/78, 1978/79, 1989/90, 1997/98)
- Vítěz maďarského fotbalového poháru ( 10× ): (1969, 1970, 1975, 1982, 1983, 1987, 1992, 2002, 2014, 2018)[1]

### Mezinárodní
- Středoevropský pohár
  - Vítěz: 1929, 1939
- Veletržní pohár
  - Finále: 1968/69
- Pohár mistrů evropských zemí
  - Semifinále: 1973/74

## Změny názvu
- 1885: Újpesti TE (Újpesti Torna Egylet)
- 1926: Újpest FC (Újpest Football Club)
- 1945: Újpesti TE
- 1950: Bp. Dózsa SE (Budapesti Dózsa Sport Egyesület)
- 1956: Újpesti TE
- 1957: Ú. Dózsa SC (Újpesti Dózsa Sport Club)
- 1991: Újpesti TE
- 1998: Újpest FC

## Bilance v evropských pohárech
| Liga mistrů UEFA    | 11       | 1960     | 1998     | 44  | 18 | 8  | 18 | 70  | 72  |
| Evropská liga UEFA  | 17       | 1958     | 2006     | 66  | 27 | 10 | 29 | 106 | 107 |
| Pohár vítězů pohárů | 6        | 1961     | 1992     | 27  | 11 | 5  | 11 | 51  | 40  |
|                     | 34 sezón | 34 sezón | 34 sezón | 137 | 56 | 23 | 58 | 227 | 219 |

## Významní hráči
- Ferenc Szusza (1940-1961)
- Gyula Zsengellér (1936-1947)
- János Göröcs (1957-1972)
- Ferenc Bene (1961-1978)
- Antal Dunai (1965-1976)
- László Fazekas (1965-1980)

## Čeští hráči v klubu
Seznam českých hráčů, kteří působili v Újpesti:
- Petr Kašpar [2]
- Radek Slončík [3]
- Daniel Tchuř [4]
- Robert Vágner [5]